# Fujiwara-kyō
Fujiwara-kyō (藤原京?) fue la capital imperial de Japón por 16 años en las postrimerías del período Asuka, entre 694 y 710. Se ubicaba en la provincia de Yamato (actual Kashihara, prefectura de Nara), habiéndose mudado de la vecina Asuka-kyō. Sin embargo, nunca se usó el nombre «Fujiwara-kyō» en la crónica Nihon Shoki, siendo mencionado como Aramashi-kyō (新益京?).

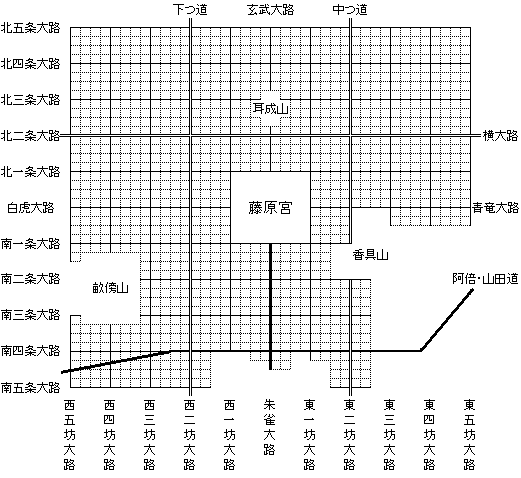
Mapa de Fujiwara-kyō y sus calles (al centro se ubicaba el palacio imperial).

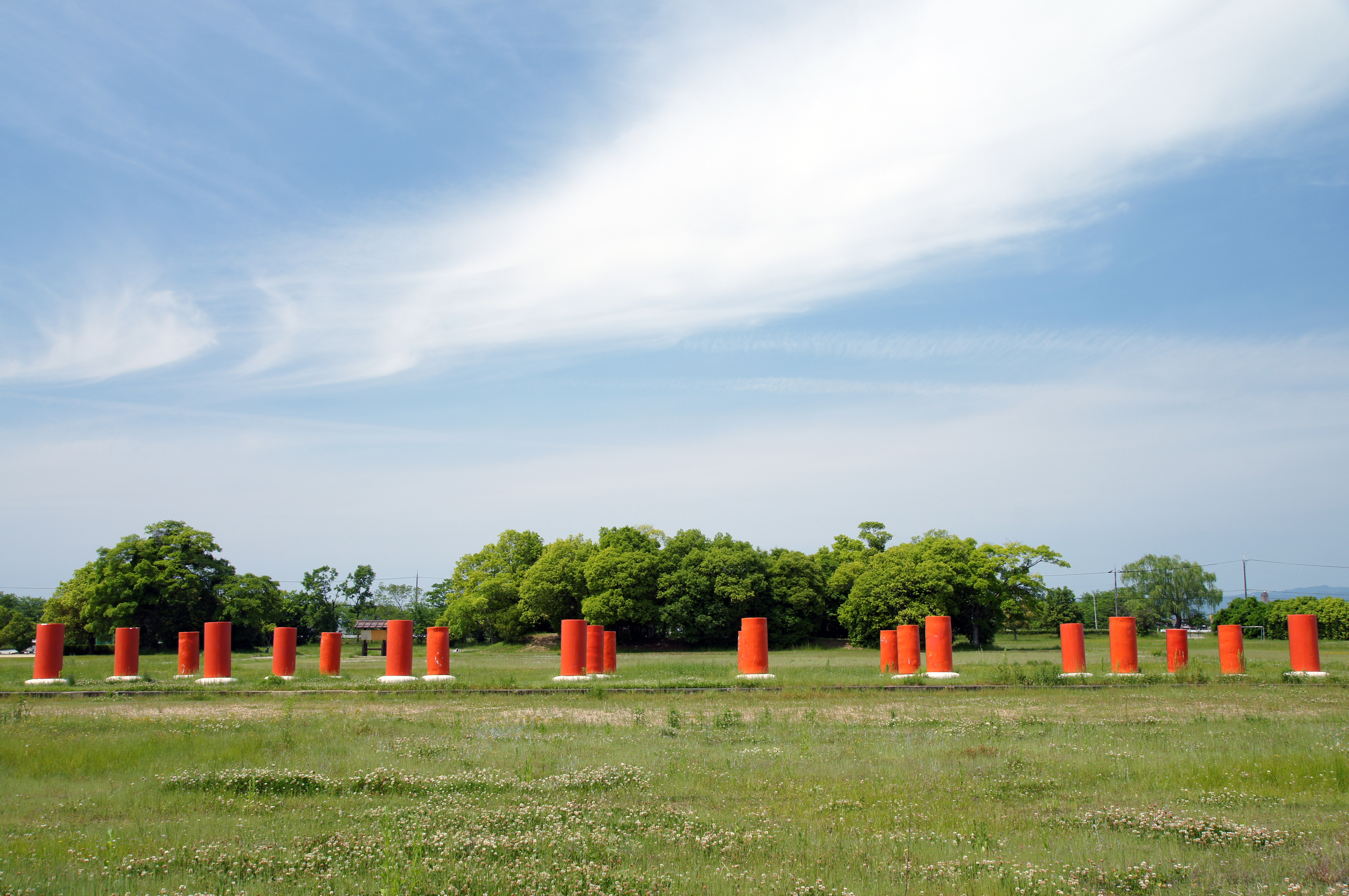
Restos de Fujiwara-kyō (2012).

En 2006, durante la excavación de sus ruinas han revelado que la construcción del sitio de Fujiwara-kyō se remonta a 682, a finales del reinado del Emperador Tenmu. Con una breve interrupción tras la muerte de Tenmu, la construcción continuó durante el reinado de la Emperatriz Jitō, quien mudó la capital en 694. Fujiwara-kyō fue la capital durante los reinados del Emperador Monmu y la Emperatriz Genmei, pero en 710 la corte imperial fue trasladada a Heijō-kyō en Nara, dando inicio al período Nara.

## Historia
Fujiwara-kyō fue la primera capital japonesa construida en forma cuadricular, siguiendo el modelo chino (条坊制 jōbō-sei?); recientes investigaciones han determinado que la ciudad cubría un área de 5 km cuadrados, mucho más de lo que se pensaba anteriormente. El palacio imperial ocupaba un área de aproximadamente 1 km², y estuvo rodeado por muros de 5 m de altura. Cada uno de los cuatro muros tenían tres puertas; Suzakumon, la puerta principal, se encontraba al centro del muro sur. El Daigokuden (大極殿?) y otros palacios fueron las primeras estructuras de palacio japonesas en tener techo de tejas al estilo chino.
El área fue previamente un dominio del clan Nakatomi, quien supervisó la observación de rituales y ceremonias sintoístas en nombre de la corte imperial. La ciudad sufrió un incendio en 711, un año después de mudar la capital a Nara, y nunca se reconstruyó. Las excavaciones arqueológicas comenzaron en 1934, y algunas porciones del palacio fueron reconstruidas. Cerca de 10 mil tabletas de madera, conocidas como mokkan, han sido encontradas con inscripciones de caracteres chinos.
La emperatriz Jitō describió a través de un poema waka el verano en Fujiwara-kyō, siendo parte de la antología poética  Hyakunin Isshu:

春すぎて夏来にけらし白妙の衣ほすてふ天の香具山

Haru sugite natsu ki ni kerashi shirotae no komoro hosu chō ama no kaguyama
La primavera ha pasado, al parecer, y ahora ha llegado el verano; Para esto, ellos dicen, es cuando las túnicas de color blanco puro se ventilan en el celestial monte Kagu.